# 重田敦史
重田 敦史（しげた あつし、1957年3月31日 - ）は、日本の実業家。千葉県市川市出身。東武鉄道取締役・常務執行役員。

## 来歴
1979年、慶応義塾大学商学部を卒業し、富士銀行に入行する。
2002年、富士銀行と第一勧業銀行、日本興業銀行の統合・再編に伴ってみずほコーポレート銀行所属となる。その後、2006年に同行の執行役員、2008年に常務執行役員に就任。2010年4月に理事に就任するが、同年5月に退任し、東武百貨店の専務取締役に就任する。
2013年3月、当時の社長・根津公一から就任要請を受け、同年4月1日付で東武百貨店の社長に昇格する。その後、2015年3月1日付で社長を退任し、同年5月31日付で取締役も退任した。
2015年6月、東武鉄道社長 根津嘉澄から要請を受け、東武ホテルマネジメント顧問に就任。同年6月25日付で社長に就任した。
2021年6月、東武鉄道取締役・常務執行役員、グループ事業本部長に就く。

## 人物
東武百貨店の強みとして、集客における「立地上のアドバンテージ」を挙げている。東武百貨店の社長時代は、更なる集客力強化のため、ユニークなイベント企画を立ち上げるなどイベントの強化に取り組んだ。